# Марсельская опера
Марсельская опера (фр. Opéra municipal de Marseille) — театр в городе Марсель, Франция. Один из старейших в стране.
Вместимость зрительного зала театра составляет более 1800 мест и включает классический партер, три кольцевых яруса, два балкона и галерею. Архитекторам Эбрарду, Кастелю и Раймонду, перестраивавшим театр после пожара 1919 года, удалось сохранить каменную колоннаду и оригинальную кассу в центре вестибюля, откуда две лестницы ведут к элегантному главному фойе.

## История

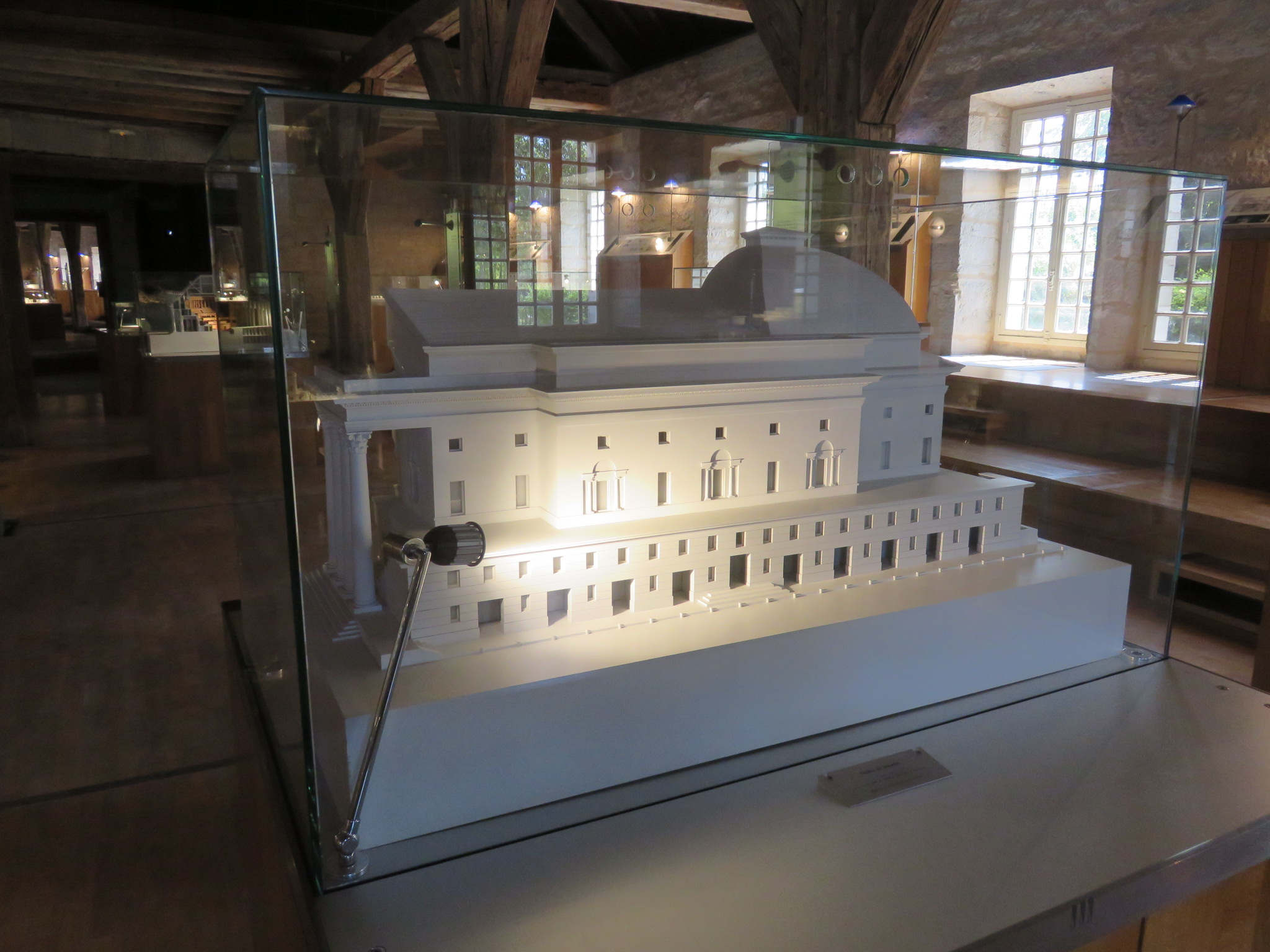
Макет первого здания театра. 1787

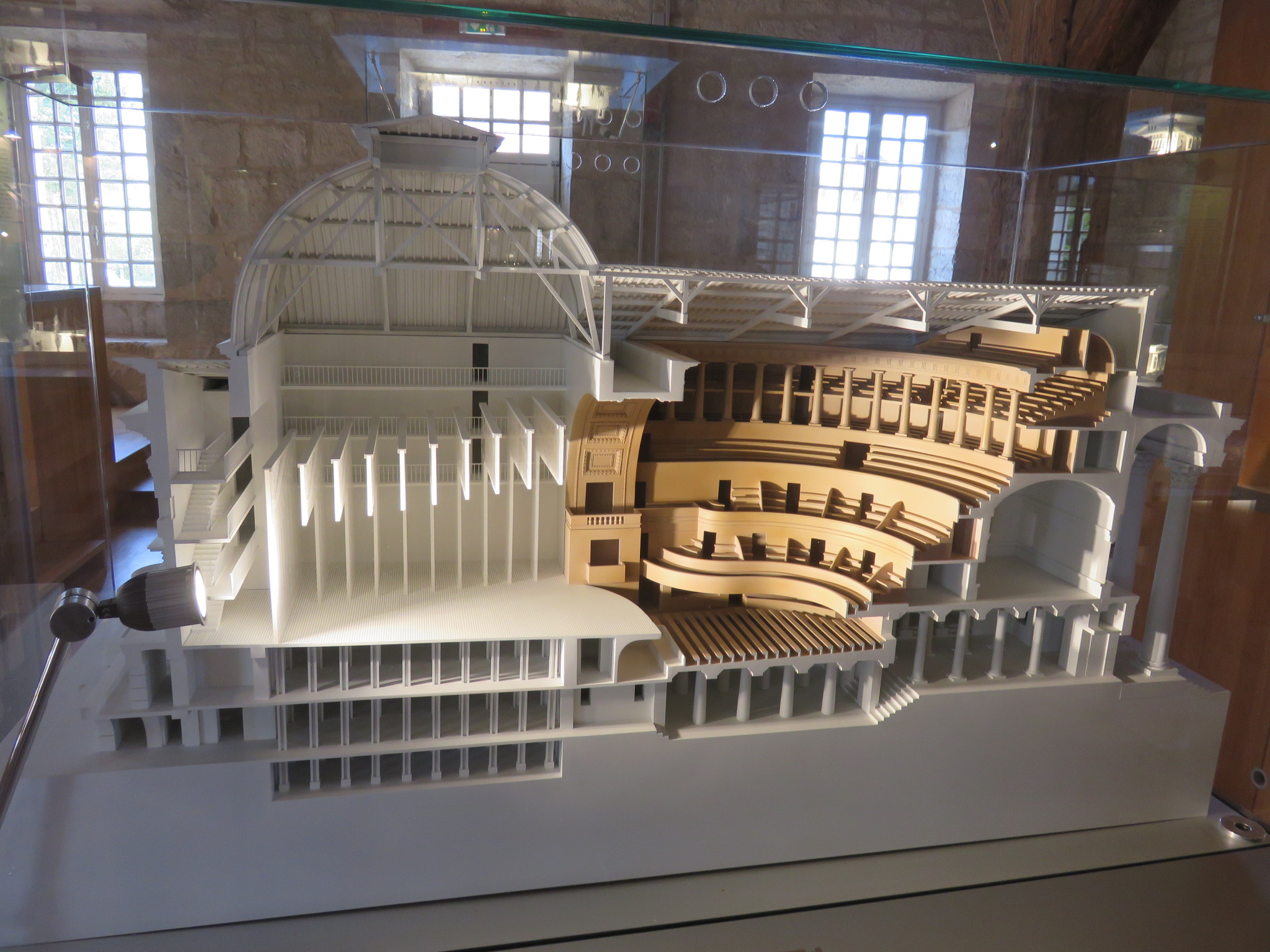
Макет внутреннего устройства театра. 1785

Основан в 1787 году под названием Большой театр (фр. Grand-Théâtre). Торжественное открытие состоялось 31 октября 1787 года в присутствии маршала принца де Бово, губернатора Прованса, первое представление было дано силами труппы де Бово.
13 ноября 1919 года театр сгорел в пожаре, сохранились только колоннада, старый концертный зал и перистиль, а также большой фриз Антуана Бурделя, обрамляющий сцену.
Театр был восстановлен на прежнем месте как Городской оперный театр Марселя (фр. Opéra Municipal de Marseille). Проект восстановления был принят муниципалитетом 16 ноября 1920 года. Работы были завершены за три с половиной года, руководил работами архитектор Гастон Кастель.
Торжественное открытие нового театра состоялось 3 декабря 1924 года, церемонию открыл сенатор-мэр доктор Симеон Флэссьер, была исполнена опера «Сигурд» Эрнеста Рейера.
В Марсельской опере состоялись французские премьеры известнейших опер: «Аида» (1877), «Ла Фанчиулла-дель-Вест» (1912), «Гамлет» в 1890.
В этом театре выступали многие известные певцы: Альфредо Краус, Пласидо Доминго и Рената Скотто. Дирижёром в театре работал Янош Фюрст.
Публика Марсельской оперы имеет репутацию больших критиков, особенно из тех, кто занимает места в верхней галерее.
Театр внесён в список исторических памятников 13 февраля 1997 года.